# Renault Fuego
El Renault Fuego és un automòbil esportiu del fabricant francès Renault. És un cupè de tres portes i quatre places, essencialment la versió esportiva del Renault 18, amb el qual comparteix el xassís, mecànica i el quadre de comandament. Renault va començar la producció del Fuego l'any 1980. A Espanya va ser presentat el 1981, al mateix temps que a l'Argentina. Va ser el successor del Renault 15/17, que era un cupè construït sobre la base del Renault 12.
La producció europea va finalitzar el 1987, i va ser venut als Estats Units a través d'American Motors Corporation de 1982 a 1985. A l'Argentina va ser fabricat per la mateixa filial local de Renault des de 1982, i la seva producció no va cessar fins a 1992. Com a dada curiosa, els primers cupés Fuego de 1984 no estaven equipats amb direcció hidràulica. El 1987 es va llançar el cupè Fuego GTX 2,2 litres, primer cotxe argentí amb frens de disc a les quatre rodes.
El 1988 es va produir el GTA, amb motor de 2,2 L de 116CV, amb una velocitat final de 190 km/h i canvis estètics més d'acord amb els nous dissenys de Renault. El 1990 va ser llançat el GTA Max, amb motor 2,2 L i 123CV i una velocitat final de 197 km/h. Aquest redisseny el va efectuar Oreste Berta, preparador argentí d'automòbils, per Renault. Recorria 1000 metres en tan sols 31 segons, començant aturat, cosa que convertia el GTA MAX en el cotxe més ràpid de fabricació Argentina.

## Models

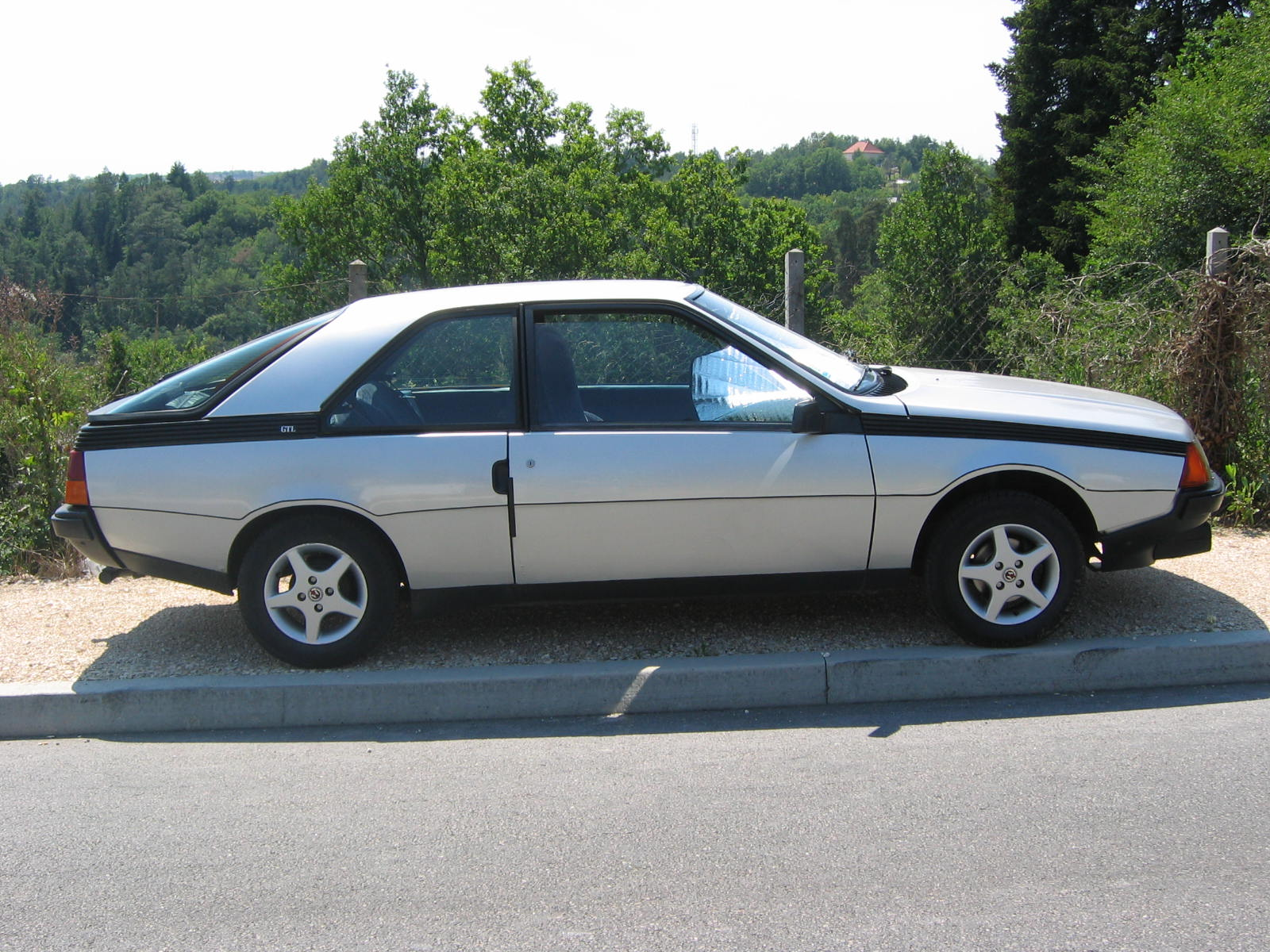
Renault Fuego GTX

Els models van ser: TL, TS, GTS, TX, GTX 2.0, GTX 2.2, GTA i GTA Max. El Fuego Turbo, per al mercat americà, va ser introduït el 1983, amb una rentada de cara en els fars i para-xocs davanters (per adequar-se a les normes vigents a USA) a l'interior. Algunes unitats, en zones de nevades fortes, incorporaven una persiana confeccionada d'alumini i plàstic.
Encara que aquest vehicle era molt fiable i disposava dels millors motors d'aquella època, tenia una mala imatge (potser la introducció del model turbodièsel) i mai es va vendre bé. No obstant això, aquest model produït a la planta de Santa Isabel (Còrdova) va ser molt reeixit a l'Argentina. En aquest país, mai va incloure motorització a dièsel. Des de la seva aparició al mercat, només va venir amb entapissat de cuir i fre a discos ventilats en les rodes davanteres, fins al 1987. La seva única motorització disponible era el motor 2,0 L de 103 HP i 8 vàlvules, brindant una velocitat final de 180 km/h, i des de 1987, venia amb el motor de 2200 cm³.